# Akseki
Akseki là một huyện thuộc tỉnh Antalya, Thổ Nhĩ Kỳ. Huyện có diện tích 1285 km² và dân số thời điểm năm 2007 là 13621 người, mật độ 11 người/km².